# 十寮
十寮，原寫為十藔，是臺灣新竹縣關西鎮的一個傳統地域名稱，位於該鎮東北部。相較於今日行政區，其範圍大致為東安里東南部、東山里北部中段。
本地區除北端一小部分地區外，其餘均位於鳳山溪支流四寮溪流域範圍內。

## 歷史
台灣清治末期至日治初期，十寮地區為一街庄，稱為「十藔庄」，隸屬於竹北二堡。該庄北與銅鑼圈庄為鄰，東北一小段與大坪庄為鄰，東及東南與蕃地為鄰，西南邊為湳湖庄、湖肚庄，西邊為三墩庄。
1901年（日治明治三十四年）11月，全台廢縣廳改設二十廳，該庄隸屬於新竹廳。1909年（明治四十二年）10月，合併二十廳為十二廳，該庄隸屬不變。1920年（大正九年），廢十二廳改設五州二廳，該庄改制並雅化為「十寮」大字，隸屬於新竹州中壢郡關西庄，大字下有「四寮」、「七寮」、「八寮」、「十寮」、「糞箕窩」小字名。1941年，關西庄升格為關西街。
戰後關西街改制為關西鎮，隸屬於新竹縣，大字亦改制為里。1950年桃、竹、苗分治，關西鎮隸屬不變。

## 交通
鄉道竹28線（仁和道路）是關西至大竹坑的道路，大致以西北西—東南東走向轉西南西—東北東走向經過十寮地區中部偏南地帶，向西可前往湖肚、關西市區並止於省道台3線路口，向東可前往大竹坑。